# Leptacis xestonota
Leptacis xestonota är en stekelart som beskrevs av Lubomir Masner 1960. Leptacis xestonota ingår i släktet Leptacis och familjen gallmyggesteklar. Inga underarter finns listade i Catalogue of Life.